# 割分
割分，又作分投、割打是圍棋中的一個名詞。指在對方佔有相鄰的兩個角之後，被避免對方形成大模樣而在這兩個角之間的邊上行棋的方式。
割分的棋子一般下在對方兩個角上勢力的正中間，一般即在邊上的星位附近，此外通常為了確保割分之子獲得根據不受到攻擊，割分時會下在第三線，且確保兩邊皆留有坼二的餘地，如此不管對方從那個方向來夾擊該子，都能向另一方向坼二而獲得足夠的根據作活。
割分在佈局階段，是重要性很高的大場，一般在雙方佔角完成之後便可以考慮下割分，反過來說，在對方尚未下割分之前在邊上星位附近下子而形成模樣，也是同樣重要的一步大棋。